# Alliance républicaine nationaliste
Pour les articles homonymes, voir ARENA.
L'Alliance républicaine nationaliste (en espagnol : Alianza Republicana Nacionalista), connue sous son acronyme d'ARENA est un parti conservateur du Salvador. Au niveau international, il est membre de l'Union démocrate internationale.

## Histoire
Le parti a été fondé comme la branche politique des milices paramilitaires d'extrême droite par Roberto D'Aubuisson le 30 septembre 1981. La création du parti devait permettre une représentation politique aux milices paramilitaires.
D'Aubuisson, ancien militaire a dirigé l'ANSESAL (Agence de sécurité salvadorienne, les services de sécurité du Salvador) est connu pour sa proximité avec les « escadrons de la mort » qui sévirent au Salvador dans les années 1980. Il est aussi lié, même après son passage dans les groupes paramilitaires, aux commandants les plus conservateurs de l'armée salvadorienne, alors au pouvoir. À partir de la signature des accords de paix de Chapultepec en 1992, il transforme l'ARENA en parti politique de droite classique. Le parti possède alors des liens étroits avec le Parti républicain (États-Unis).
De 1989 à 2009, les quatre présidents successifs du Salvador (Alfredo Cristiani, Armando Calderón Sol, Francisco Flores et Antonio Saca) sont issus des rangs de l'ARENA et sont soutenus par les États-Unis. Lors de la campagne électorale de 2004, le gouvernement de George Bush intervient directement, menaçant d’empêcher l'envoi d'argent des immigrés salvadoriens (source de revenus représentant alors 17 % du PIB du pays) en cas de défaite de l'Arena.
Mercedes Gloria Salguero Gross, dirigeante importante de l'ARENA qu'elle a dirigé de 1995 à 1997, a fondé en 2001 le Parti populaire républicain par scission de l'ARENA. Aux élections législatives qui ont eu lieu le 16 mars 2003, ce Parti populaire républicain a obtenu 1,6 % du suffrage et n'a donc pas été représenté à l'assemblée. Cet échec a provoqué le retour de Mercedes Gloria Salguero Gross au sein de sa formation initiale.
Lors de l'élection présidentielle du 21 mars 2004, Antonio Saca a battu le candidat du Front Farabundo Martí de libération nationale Schafik Handal par 58 % des voix contre 36 %. Saca a été intronisé président du Salvador le 1er juin 2004. Le parti remporte les élections législatives de 2012. L'ARENA détourne en sa faveur au moins 7,6 millions de dollars d'argent public durant l'administration d'Antonio Saca.
Politiquement, comme au temps du paramilitarisme, le parti bénéficie des soutiens financiers et politiques des secteurs financier, militaire, industriel, agro-alimentaire et des principaux médias salvadoriens.
Norman Quijano (en) est le candidat du parti lors de l'élection présidentielle de 2014. Le parti est décrit comme étant très conservateur sur les questions sociétales. En 2018, il propose au Parlement de faire passer la condamnation des fausses couches, volontaires ou non, à 50 ans de prison.  